# Akhenaton
Akhenaton (alternativ Akhenaten, inițial Amenhotep IV) a fost un faraon din Dinastia a XVIII-a (1379-1362 î.Hr.). El a înlocuit religia politeistă a Egiptului cu un sistem monoteist, ridicându-l pe zeul discului solar Aton la rangul de zeu unic al Egiptului. În cadrul reformei sale, a construit un oraș nou unde a mutat capitala regatului. După moartea sa, succesorul său Tutankhamon a restaurat vechiul cult politeist, memoria faraonului rebel fiind eliminată sistematic.

## Biografie
Se știe relativ puțin despre copilăria sa. Se presupune că ar fi crescut în Teba (azi Luxor). A urcat pe tron între 16 și 24 de ani. Este posibil să fi fost atunci deja căsătorit cu Nefertiti, femeia care a avut o mare influență în epoca sa. La încoronare, a adoptat titlurile egiptene tradiționale. În primii ani s-a ocupat în mod special de Heliopolis și de clerul său, în scopul de a înfrâna ambiția tebanilor. A dat ordin să se construiască temple în Karnak (Luxor) pentru a se închina zeului solar, autoproclamându-se „mare preot”. În al șaselea an de domnie, își schimbă numele în „Akhenaton” ("Servitor al lui Aton") și proclamă adeziunea monoteistă a țării la cultul zeului Aton, cel care i-ar fi protejat domnia. Construiește orașul Akhetaton (azi Tell-al-Amarna), care devine capitala regatului Egipt și încearcă eradicarea cultelor celorlalți zei. Aceste reforme confesionale au dus la pierderea forței sale pe plan național și internațional. Moare după 18 ani de domnie, fiind îngropat în mormântul pe care și l-a construit în Tell-al-Amarna, însă corpul său nu a mai fost niciodată descoperit.

## Numele
În ziua 13, luna 8, în al cincilea an al domniei sale, regele a ajuns în noul oraș Akhetaton (acum cunoscut ca Amarna). Acesta și-a modificat numele de Amenhotep (Amun este mulțumit) cu numele de Akhenaton (Aton este mulțumit).
Ba chiar, a trimis sculptori care să șteargă numele tatălui său de "Amun" de pe toate obeliscurile și templele imperiului egiptean.

## Atonismul
În anul 9 (1344/1342 î.Hr.), Akhenaton a consolidat regimul atonist, declarând ca Aton va fi nu numai zeul suprem, ci zeitatea unică, și interzice închinarea la toate celelalte, inclusiv venerarea idolilor (vezi monoteism). Aton a fost aclamat de Akhenaton în rugăciuni, cum ar fi Imnul Mare pentru Aton : "O Zeu al Soarelui, în afară de Tine nu este nici unul".
El a pornit la o campanie de ștergerea pe scară largă a numelor zeilor tradiționali, în special cele de Amun. Unele zeități din curtea sa le-au fost schimbat numele lor pentru a le elimina din patronajul altor zei și să le plaseze sub  Aton (sau Ra, cu care Akhenaton l-a asimilat  Aton). Cu toate acestea, chiar și la Amarna, unii curtenii păstrau  numele de Ahmose  iar un artist cunoscut care a sculptat celebrul bust a lui Nefertiti a fost numit Tutmose ("copil al lui Thoth"). Un număr copleșitor de mare de faianța și amulete de la Amarna, de asemenea, arată că talismane ce cuprindeau numele de Bes Taweret, ochiul lui Horus, amulete și de alte divinități tradiționale, care au fost purtate în mod deschis de către cetățenii săi. Într-un mormânt a fost găsit și un inel care se referă la Mut, soția lui Amun. Astfel de dovezi sugerează că, deși Akhenaton a închis templele tradiționale, politicile sale au fost destul de tolerante până la un moment dat, probabil, un eveniment special, încă necunoscut, spre sfârșitul domniei.
Mulți istorici și teologi asociază atonismul cu iudaismul, făcând legătura între istoria domniei lui Akhenaton cu povestea Exodului biblic.

## Moartea
Akhenaton a murit în anul al 17-lea al domniei sale, urmat de Smenkhkare care a devenit co-regent. Odată cu moartea sa, cultul lui Aton a fost abandonat.
Numele lui Akhenaton nu a mai apărut niciodată pe vreun izvor arheologic, fiind necunoscut până în secolul al XIX-lea, când identitatea sa a fost redescoperită de către arheologi. Numele său a fost șters de pe toate inscripțiile vremii la porunca faraonului-general, Horemheb care dorea ștergerea oricărei urme istorice ale atonismului.
Chiar după moartea faraonului, orașul Akhetaton a fost abandonat.

## Galerie

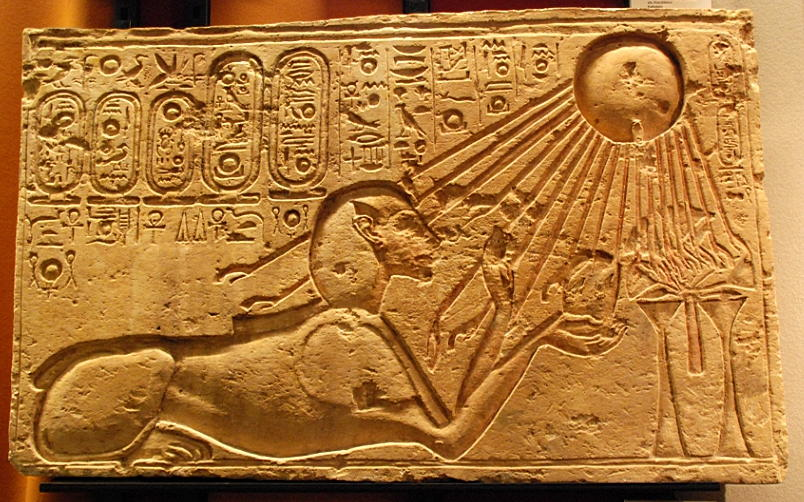
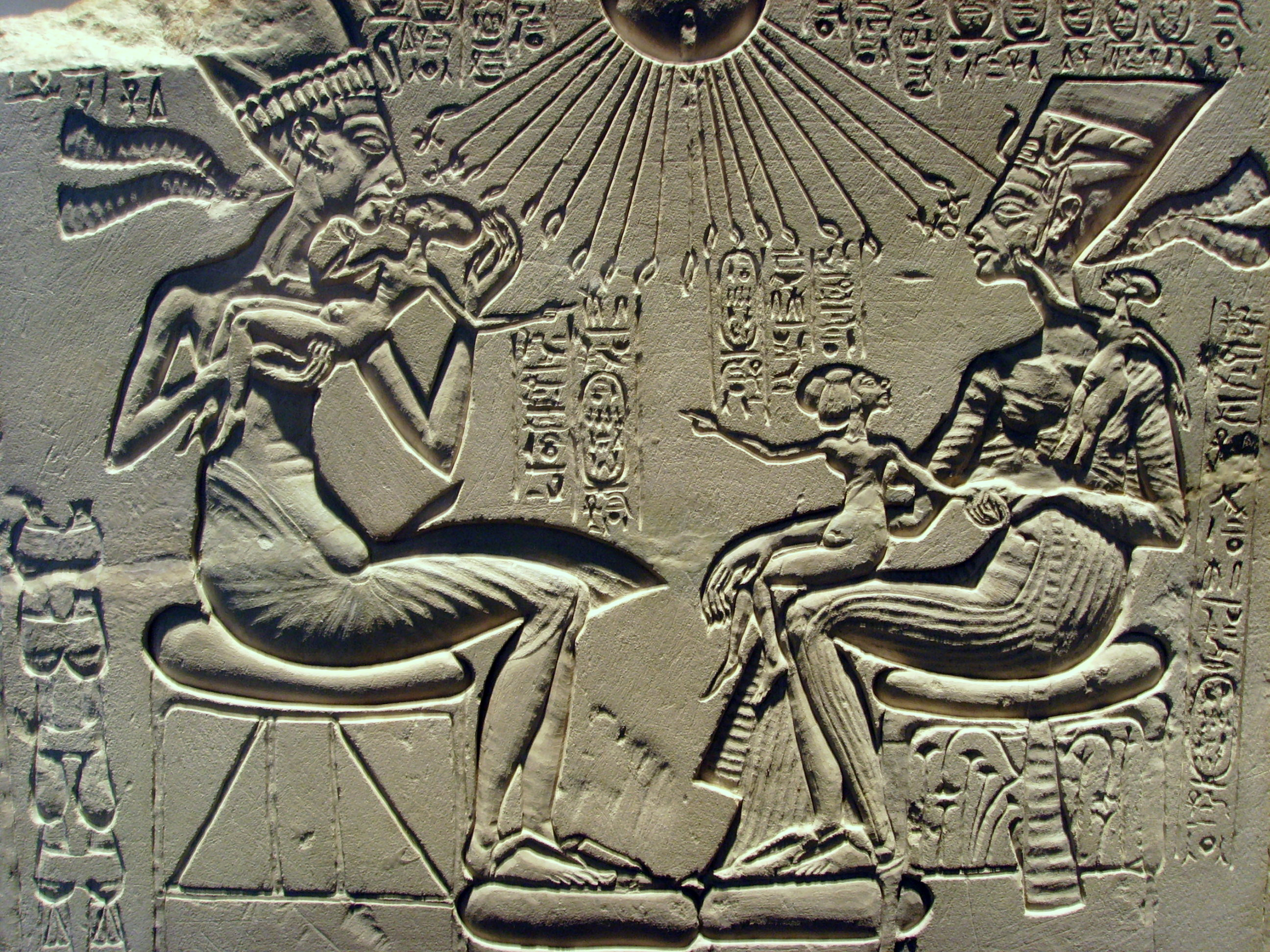
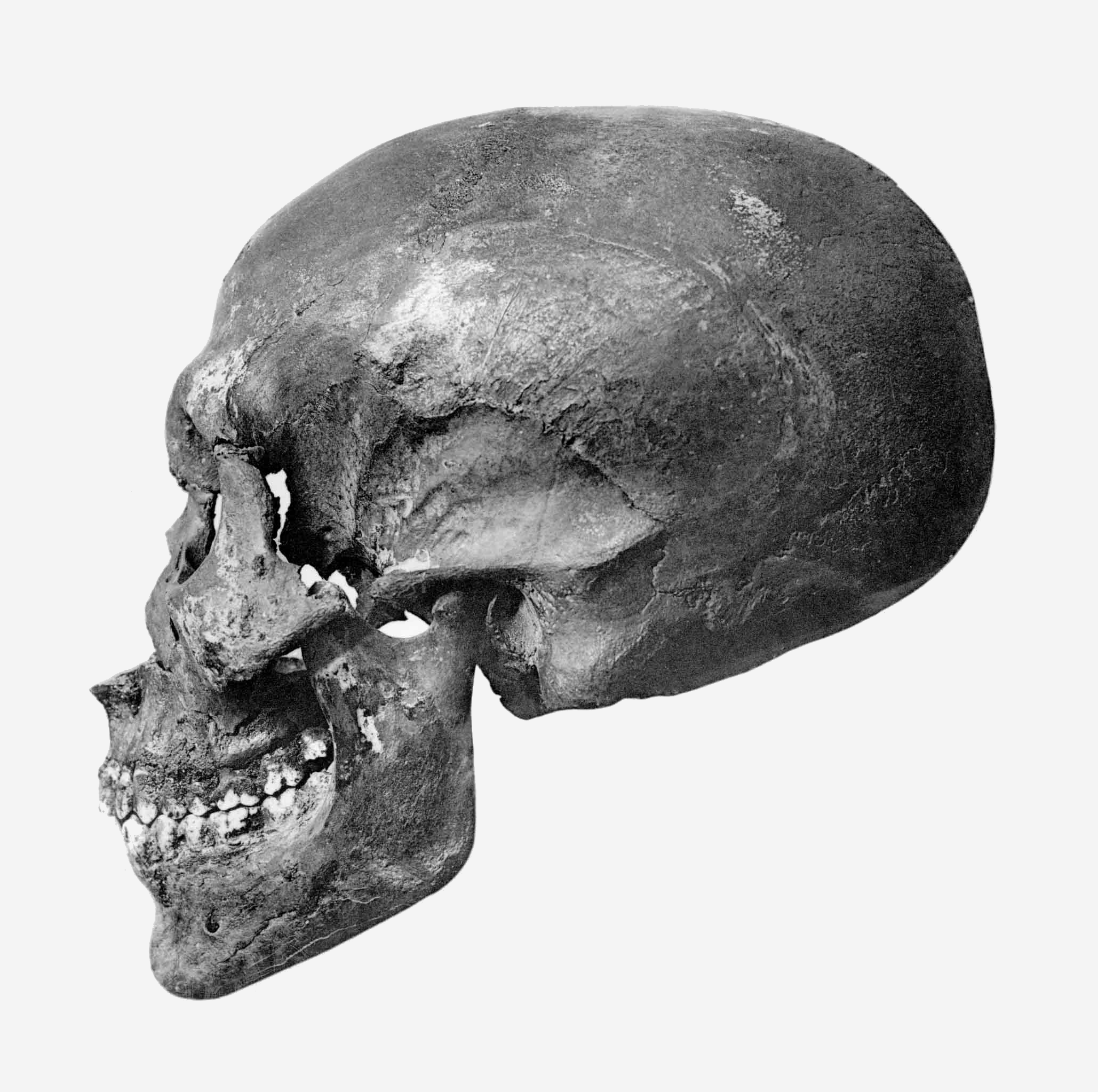
Craniul prezumtiv lui Akhenaton, conform unei cercetări din 2010
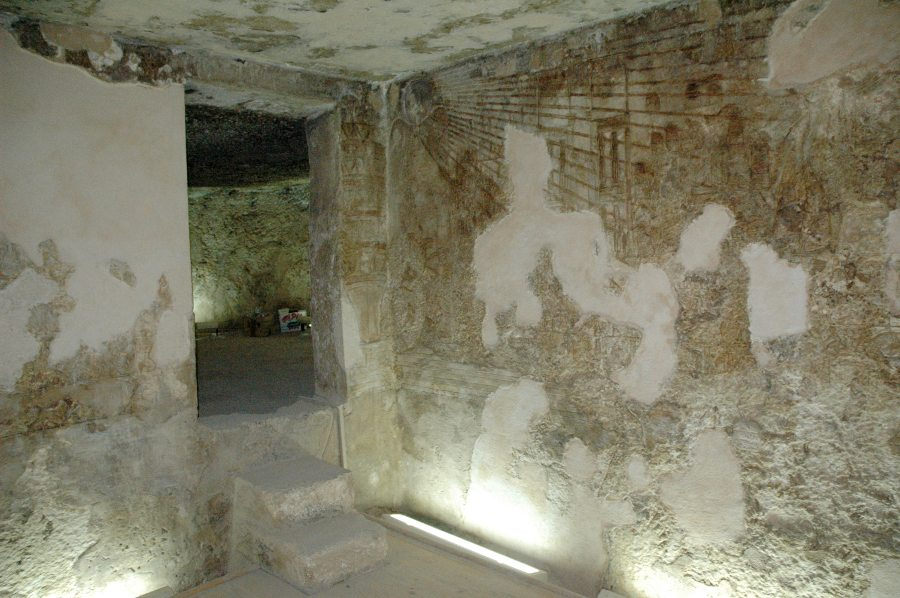
Mormantul
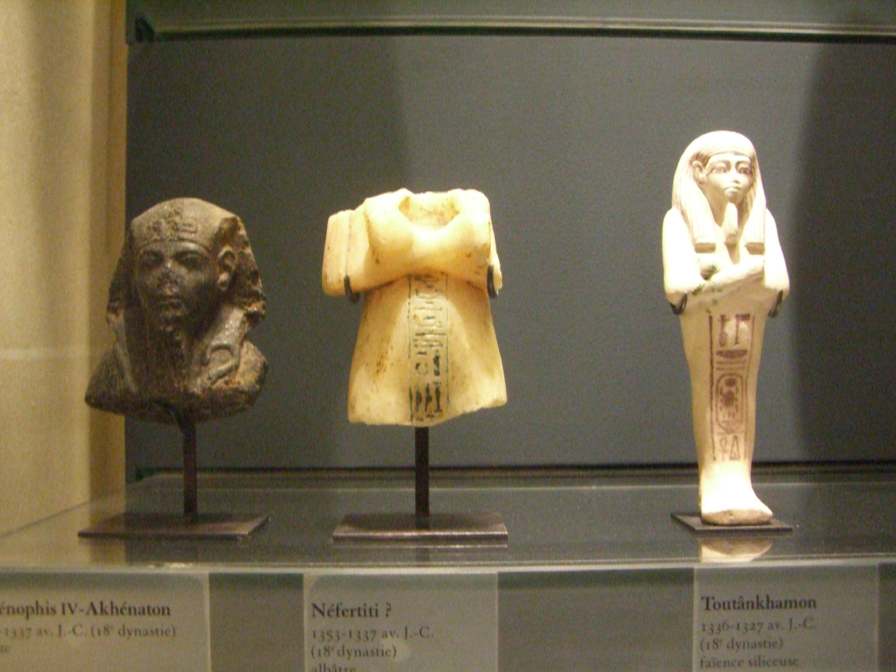
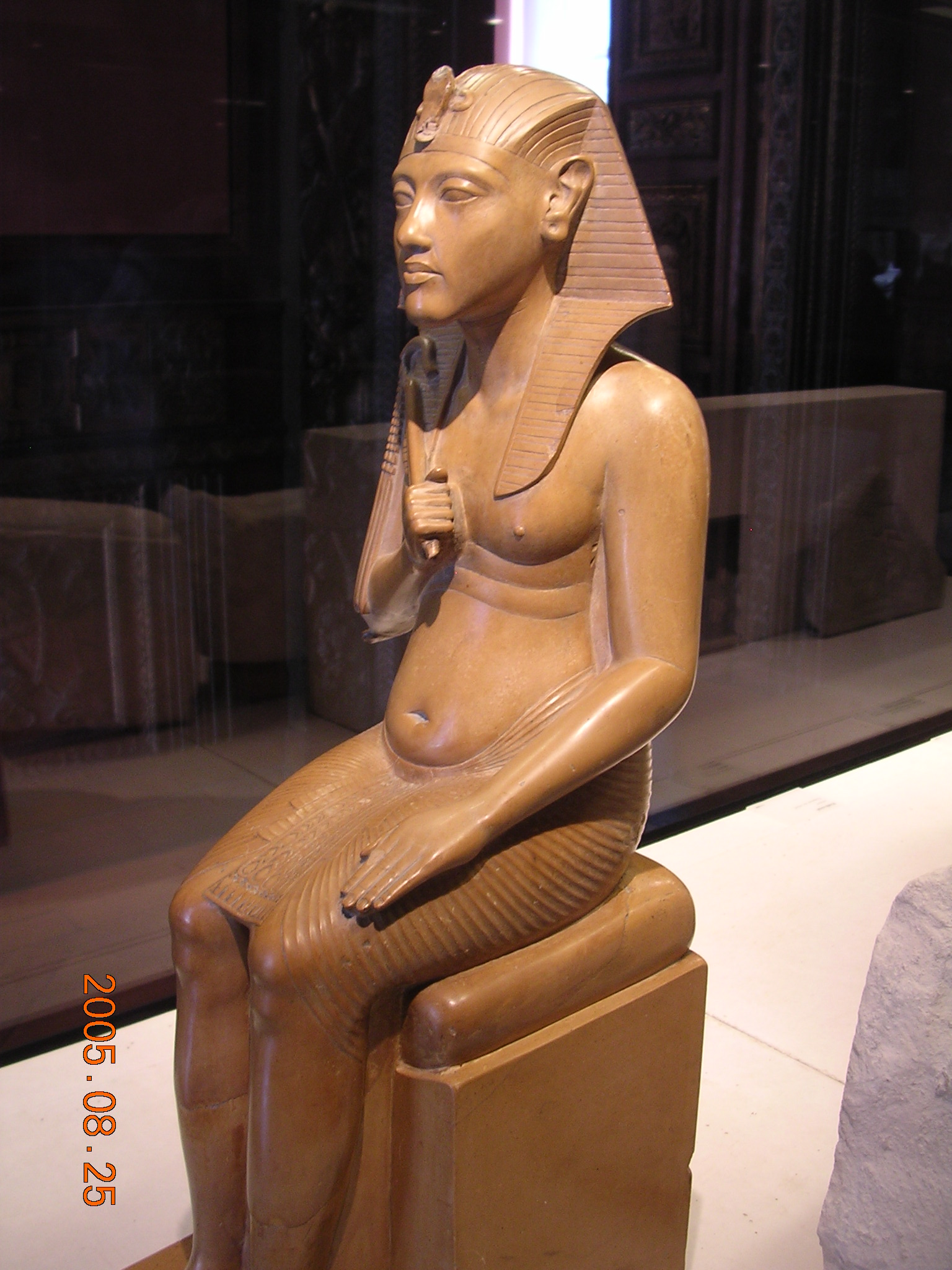
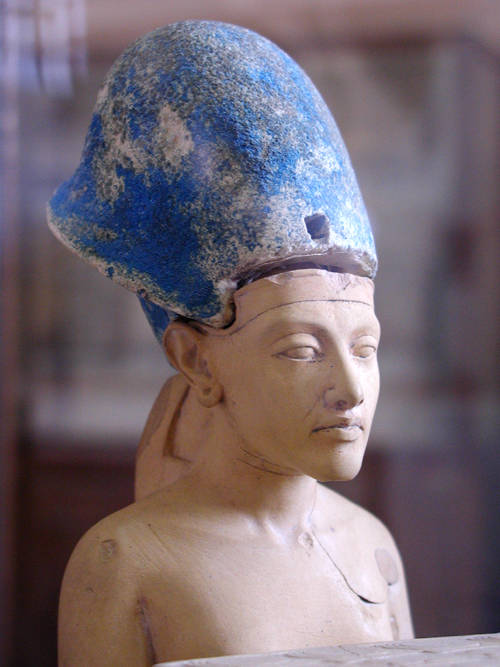
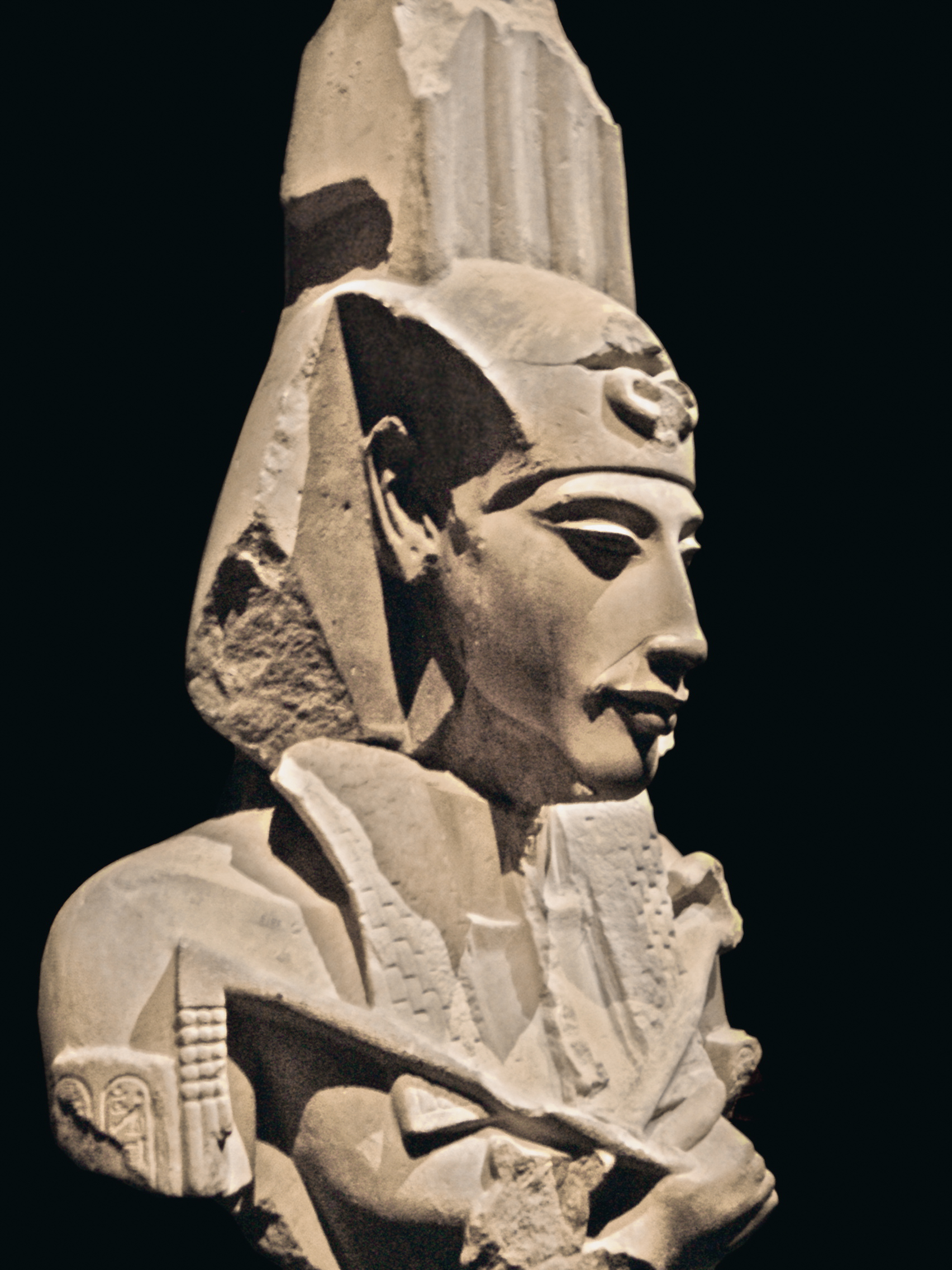
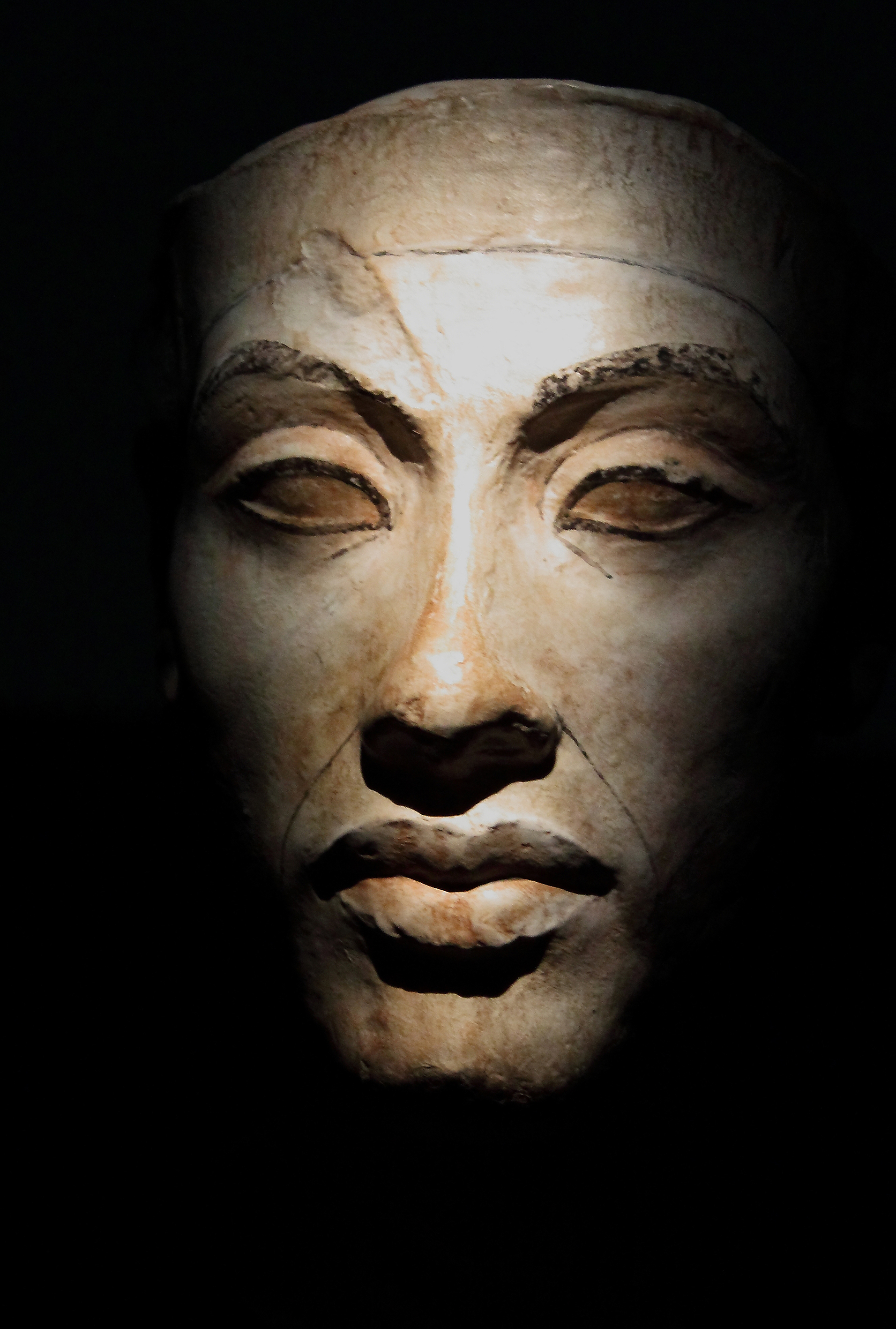
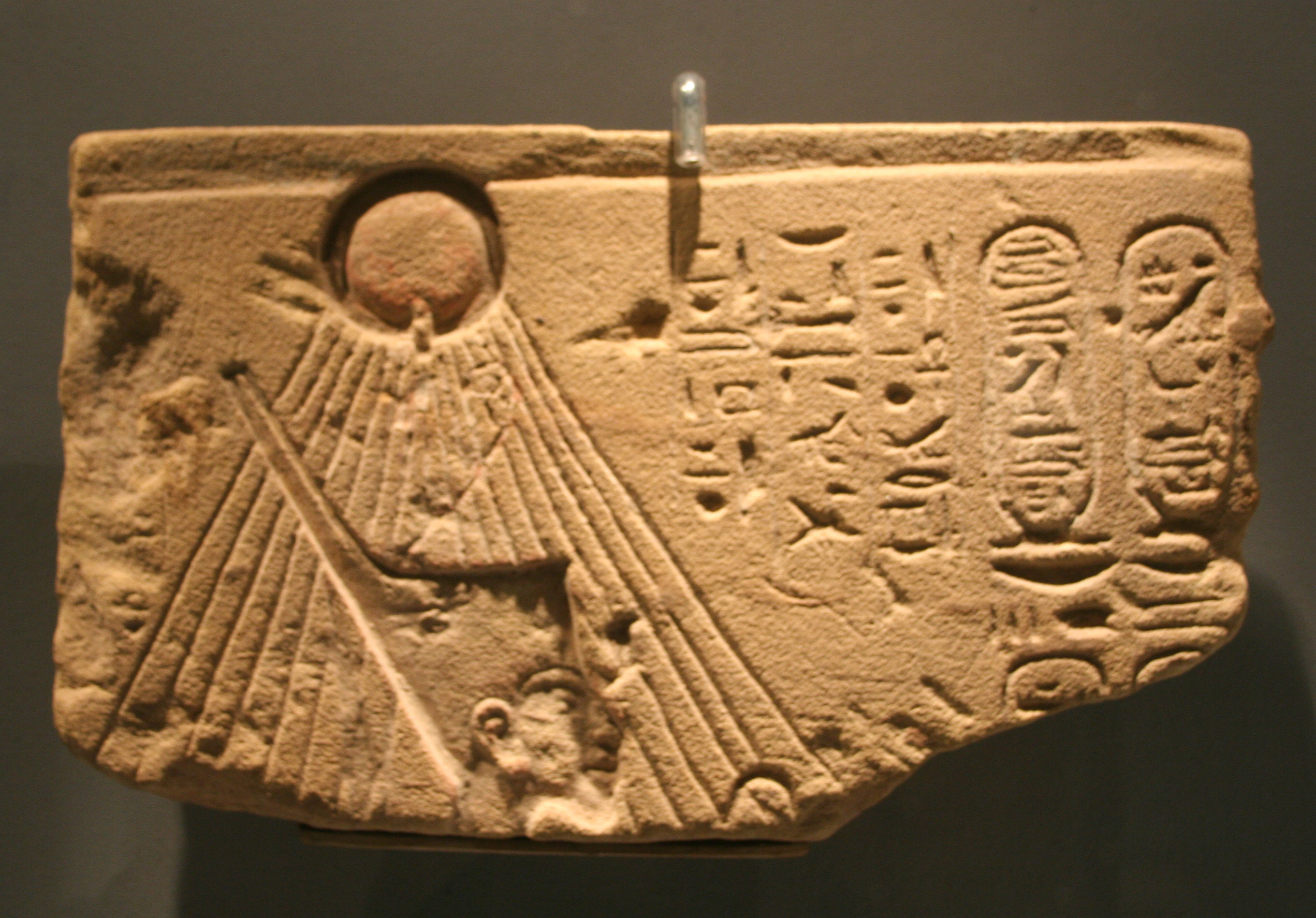
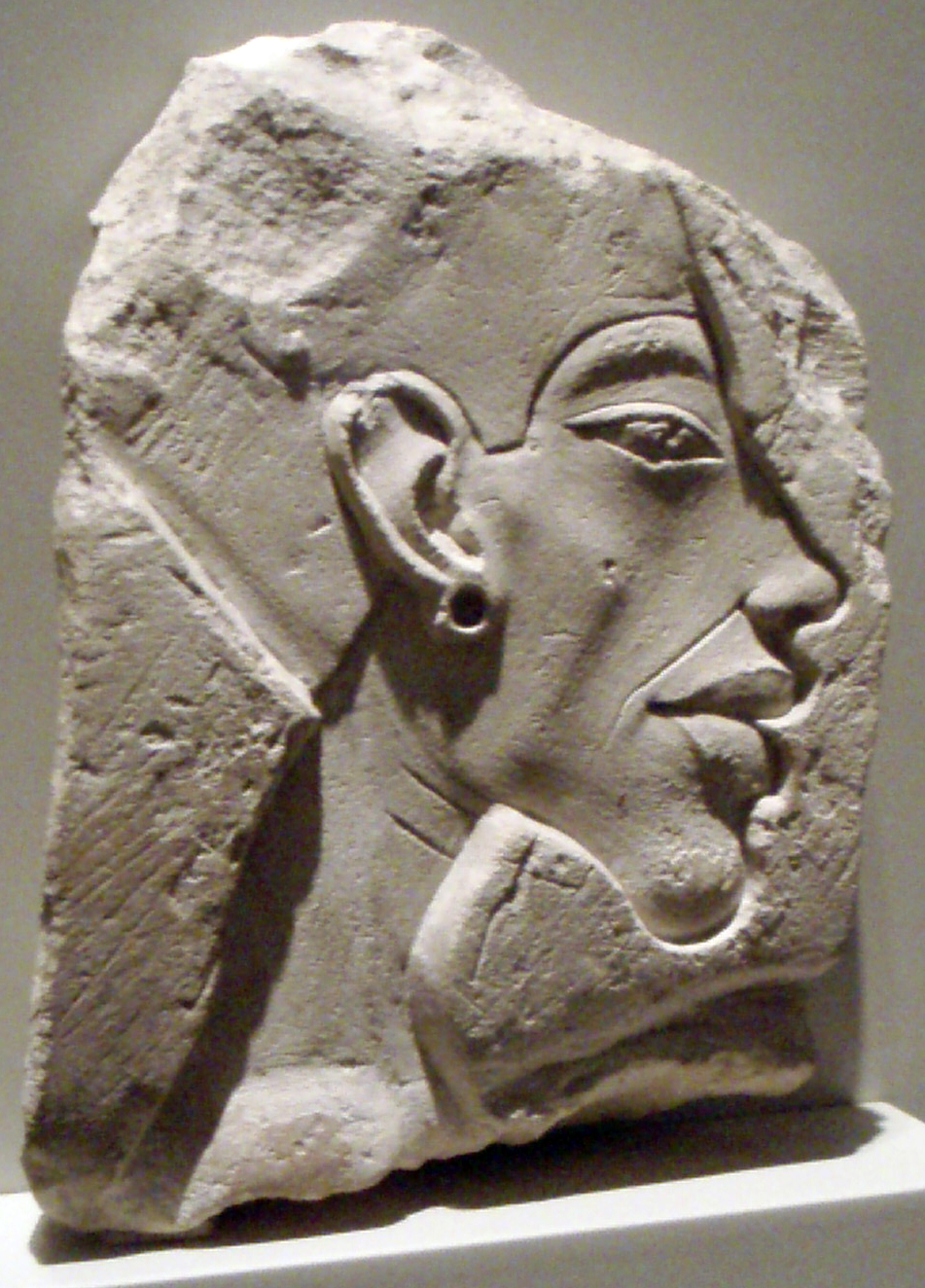
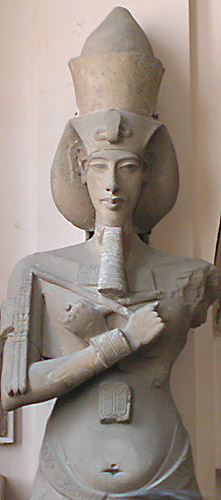
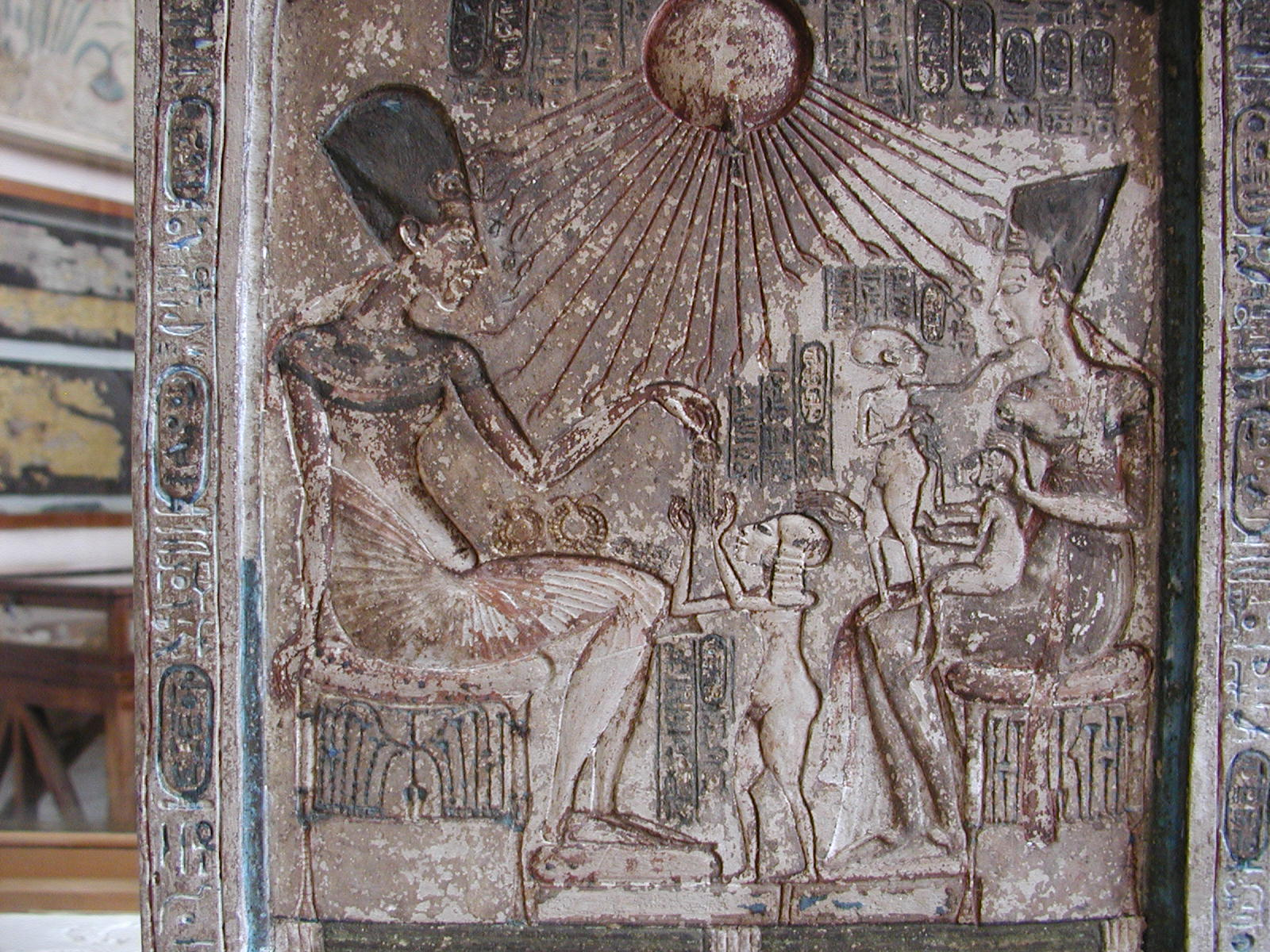
Akhenaton și Nefertiti